# Bachelor of Public Management
Bachelor of Public Management (afkorting: BPM) is een professionele titel in het hoger onderwijs. Deze titel komt overeen met de Nederlandse graad baccalaureus (bc.). Sinds de invoering van de bachelor-masterstructuur worden aan in Nederland afgeronde hbo-opleidingen (naast de bestaande titels bc. en ing.) ook de internationaal erkende 'Bachelor-degrees' toegekend. 
De titel duidt op een afgeronde gamma-opleiding aan een hogeschool, op het gebied van de bestuurskunde en/of overheidsmanagement. Ook de bekendere titel van Bachelor of Business Administration (BBA) kan in deze plaats worden gebruikt.
Na het behalen van de titel kan (na een eenjarig schakelprogramma) worden doorgestudeerd voor de Mastertitel Master of Science in Public Management (MSc). 
De Bachelortitel (B.) wordt (eventueel met afstudeerrichting) achter de naam geplaatst (zoals: J. Jansen B. of J. Jansen BPM)

## Verwante onderwerpen
- Bachelor
- Bachelor-masterstructuur

Bachelor-masterstructuur